# Gorizia
Denna artikel handlar om staden Gorizia. Se också Gorizia (provins).
Gorizia, tyska Görz, slovenska Gorica, friuliska/furlanska Gurize, lokal friuliska/furlanska Guriza, är en gränsstad i regionen Friuli-Venezia Giulia i nordöstra Italien, på gränsen till Slovenien. Gorizia var tidigare huvudort i provinsen Gorizia som upphörde 2017.  Gorizia blev en delad stad efter andra världskriget. Den östra delen av staden ligger i Slovenien, på den östra sidan av floden. För att kunna skilja de två städerna åt fick den östra stadsdelen det nya stadsnamnet Nova Gorica, där det slovenska stadsnamnet "Nova Gorica" betyder "Nya Gorizia".
I staden finns det tre officiella språk: italienska, slovenska och friuliska/furlanska (furlan).

## Demografi och religion
År 1900 hade den dåvarande habsburgska staden en folkmängd på 25 432. Dessa var mestadels katoliker, av vilka 68 procent var italiensktalande, 20 procent slovensktalande och 11,6 procent tysktalande. 2018 hade kommunen 34 336 invånare. 